# Veazie
Veazie es un pueblo ubicado en el condado de Penobscot en el estado estadounidense de Maine. En el Censo de 2010 tenía una población de 1.919 habitantes y una densidad poblacional de 230,25 personas por km².

## Geografía
Veazie se encuentra ubicado en las coordenadas 44°50′51″N 68°42′51″O / 44.84750, -68.71417. Según la Oficina del Censo de los Estados Unidos, Veazie tiene una superficie total de 8.33 km², de la cual 7.84 km² corresponden a tierra firme y (5.94%) 0.49 km² es agua.

## Demografía
Según el censo de 2010, había 1.919 personas residiendo en Veazie. La densidad de población era de 230,25 hab./km². De los 1.919 habitantes, Veazie estaba compuesto por el 94.01% blancos, el 0.73% eran afroamericanos, el 1.41% eran amerindios, el 1.77% eran asiáticos, el 0% eran isleños del Pacífico, el 0.21% eran de otras razas y el 1.88% pertenecían a dos o más razas. Del total de la población el 1.25% eran hispanos o latinos de cualquier raza.